# Campeonato da Oceania de Atletismo de 2014
O Campeonato da Oceania de Atletismo de 2014 foi a 14ª edição da competição organizada pela Associação de Atletismo da Oceania entre os dias 24 a 26 de junho de 2014. O evento foi realizado em conjunto com o campeonato júnior de 2014. Teve como sede o Estádio Avarua Tereora, na cidade de Avarua, na ilha de Rarotonga capital das Ilhas Cook, sendo disputadas 39 provas (19 masculino, 19 feminino e 1 misto na categoria sênior). Teve como destaque a Austrália com 29 medalhas no total, 13 de ouro. 

## Medalhistas
Resultados completos podem ser encontrados na página da Associação de Atletismo da Oceania. 

### Masculino
| Evento                 | Ouro                                                                           | Ouro     | Prata                                                                               | Prata    | Bronze                                                                                | Bronze   |
| ---------------------- | ------------------------------------------------------------------------------ | -------- | ----------------------------------------------------------------------------------- | -------- | ------------------------------------------------------------------------------------- | -------- |
| 100 metros             | Banuve Tabakaucoro · Fiji                                                      | 10.30    | Kupun Wisil · Papua-Nova Guiné                                                      | 10.80    | Eddie Herene Magele · Samoa                                                           | 10.85    |
| 200 metros             | Nelson Stone · Papua-Nova Guiné                                                | 21.24    | Theo Piniau · Papua-Nova Guiné                                                      | 21.79    | David Elliott · Nova Zelândia                                                         | 22.52    |
| 400 metros             | Theo Piniau · Papua-Nova Guiné                                                 | 48.89    | Siologa Viliamu · Samoa                                                             | 49.93    | Leigh Bennett · Austrália                                                             | 50.41    |
| 800 metros             | Tom Fawthorpe · Austrália                                                      | 1:51.23  | Kaminiel Matlaun · Papua-Nova Guiné                                                 | 1:52.81  | Epeli Batisila · Fiji                                                                 | 1:54.66  |
| 1 500 metros           | Tom Fawthorpe · Austrália                                                      | 3:54.55  | Napu Castro · Guam                                                                  | 4:21.13  | Thomas Briggs / Norte da Austrália                                                    | 4:22.68  |
| 5 000 metros           | Hamish MacDonald / Norte da Austrália                                          | 15:55.88 | Scott Mitchell / Norte da Austrália                                                 | 16:27.89 | Jesen Kelep · Ilhas Marshall                                                          | 20:47.14 |
| 10 000 metros          | Hamish MacDonald / Norte da Austrália                                          | 33:22.40 | Roland Neurerer · Ilhas Cook                                                        | 39:16.87 |                                                                                       |          |
| 110 metros barreiras   | Wala Gime · Papua-Nova Guiné                                                   | 14.80    | Tyler Heron · Austrália                                                             | 15.47    |                                                                                       |          |
| 400 metros barreiras   | Leigh Bennett · Austrália                                                      | 52.52    | Wala Gime · Papua-Nova Guiné                                                        | 53.47    | Siologa Viliamu · Samoa                                                               | 57.83    |
| 4×100 metros estafetas | Fiji · Eugene Vollmer · Apolosi Ratumudu · Lepani Naivalu · Banuve Tabakaucoro | 41.61    | Papua-Nova Guiné · Ruwan Gunasinghe · Wala Gime · Junior Saio Avefa · Kupun Wisil   | 42.18    | Tonga · Li'ekina Kaufusi · Peauope Suli Fifita · Siueni Filimone · Heamatangi Tu'ivai | 42.35    |
| 4×400 metros estafetas | Papua-Nova Guiné · Kaminiel Matlaun · Wala Gime · Peniel Joshua · Theo Piniau  | 3:16.72  | Fiji · Banuve Tabakaucoro · Epeli Batisila · Apolosi Ratumudu · Batinisavu Uluiyata | 3:19.13  | Vanuatu · Bernard Kapalu · Paul Wilson Nalau · Dicky Terry Mael · George Molisingi    | 3:34.61  |
| Salto em altura        | Jason Strano · Austrália                                                       | 2.00m    | James Jeffery · Austrália                                                           | 1.94m    | Peniel Richard · Papua-Nova Guiné                                                     | 1.87m    |
| Salto em comprimento   | Tim McGuire · Austrália                                                        | 7.58m    | Dausoko Waisale · Fiji                                                              | 7.22m    | Brandon Clark · Austrália                                                             | 6.95m    |
| Salto triplo           | Eugene Vollmer · Fiji                                                          | 15.60m   | Tim McGuire · Austrália                                                             | 14.99m   | Patrick Hou · Papua-Nova Guiné                                                        | 13.90m   |
| Arremesso de peso      | Jacko Gill · Nova Zelândia                                                     | 20.70m   | Emanuele Tusitatino · Samoa                                                         | 18.49m   | Dale Pritchard · Nova Zelândia                                                        | 16.07m   |
| Lançamento de disco    | Dale Pritchard · Nova Zelândia                                                 | 47.76m   | Emanuele Tusitatino · Samoa                                                         | 41.77m   | Brody James · Austrália                                                               | 40.68m   |
| Lançamento do martelo  | Emanuele Tusitatino · Samoa                                                    | 45.33m   | Dale Pritchard · Nova Zelândia                                                      | 35.98m   | Shaka Sola · Samoa                                                                    | 34.23m   |
| Lançamento do dardo    | Leslie Copeland · Fiji                                                         | 70.66m   | John Crandell · Austrália                                                           | 64.51m   |                                                                                       |          |
| Octatlo                | Viliami Siale · Tonga                                                          | 4852     | Cletus Mosi · Papua-Nova Guiné                                                      | 4579     | Robson Yinambe · Papua-Nova Guiné                                                     | 4280     |

### Feminino
| Evento                      | Ouro                                                                            | Ouro     | Prata                                                                               | Prata    | Bronze                                                                            | Bronze   |
| --------------------------- | ------------------------------------------------------------------------------- | -------- | ----------------------------------------------------------------------------------- | -------- | --------------------------------------------------------------------------------- | -------- |
| 100 metros                  | Toea Wisil · Papua-Nova Guiné                                                   | 11.57    | Younis Bese · Fiji                                                                  | 12.24    | Patricia Taea · Ilhas Cook                                                        | 12.34    |
| 200 metros                  | Younis Bese · Fiji                                                              | 25.04 w  | Alexandra Bartholomew · Austrália                                                   | 25.16 w  | Kayla Montagner / Norte da Austrália                                              | 25.60 w  |
| 400 metros                  | Alexandra Bartholomew · Austrália                                               | 55.56    | Alicia Keir · Austrália                                                             | 55.84    | Donna Koniel · Papua-Nova Guiné                                                   | 56.57    |
| 800 metros                  | Alicia Keir · Austrália                                                         | 2:16.10  | Donna Koniel · Papua-Nova Guiné                                                     | 2:18.52  |                                                                                   |          |
| 5 000 metros                | Sharon Firisua · Ilhas Salomão                                                  | 18:59.07 | Elodie Mevel · Polinésia Francesa                                                   | 19:38.21 | Louise Michelle Wittwer · Ilhas Cook                                              | 27:28.42 |
| 10 000 metros               | Sharon Firisua · Ilhas Salomão                                                  | 39:06.25 | Elodie Mevel · Polinésia Francesa                                                   | 40:21.00 |                                                                                   |          |
| 100 metros barreiras        | Sharon Kwarula · Papua-Nova Guiné                                               | 14.43    | Kimberley Watton · Austrália                                                        | 14.54    | Helen Philemon · Papua-Nova Guiné                                                 | 15.81    |
| 400 metros barreiras        | Sharon Kwarula · Papua-Nova Guiné                                               | 59.82    | Lauren McAdam · Austrália                                                           | 61.95    | Donna Koniel · Papua-Nova Guiné                                                   | 62.06    |
| 3.000 metros com obstáculos | Nikki Hiscock · Austrália                                                       | 11:56.02 | Cassie Dege · Austrália                                                             | 12:09.87 |                                                                                   |          |
| 4×100 metros estafetas      | Papua-Nova Guiné · Helen Philemon · Toea Wisil · Donna Koniel · Sharon Kwarula  | 47.88    | Austrália · Kimberley Watton · Alexandra Bartholomew · Alicia Keir · Elana Withnall | 48.98    | / Norte da Austrália Catherine Hannell Ashleigh Jones Sarah Busby Kayla Montagner | 49.26    |
| 4×400 metros estafetas      | Austrália · Lauren McAdam · Nikki Hiscock · Alexandra Bartholomew · Alicia Keir | 3:51.49  | Papua-Nova Guiné · Donna Koniel · Raylyne Kanam · Eunice Steven · Sharon Kwarula    | 3:59.52  |                                                                                   |          |
| Salto em altura             | Anna Staib · Austrália                                                          | 1.63m    | Rellie Kaputin · Papua-Nova Guiné                                                   | 1.57m    | Mihiatea Gooding · Polinésia Francesa                                             | 1.54m    |
| Salto em comprimento        | Catherine Hannell / Norte da Austrália                                          | 5.58m w  | Rellie Kaputin · Papua-Nova Guiné                                                   | 5.56m w  | Helen Philemon · Papua-Nova Guiné                                                 | 5.32m w  |
| Salto triplo                | Anna Thomson · Nova Zelândia                                                    | 11.81m   | Atipa Mabonga · Nova Zelândia                                                       | 11.38m   | Rellie Kaputin · Papua-Nova Guiné                                                 | 11.35m   |
| Arremesso de peso           | Ata Maama Tu'utafaiva · Tonga                                                   | 13.64m   | Rebecca Direen · Austrália                                                          | 12.91m   | Brianna Bortolanza · Austrália                                                    | 12.19m   |
| Lançamento de disco         | Ariana Blackwood · Nova Zelândia                                                | 41.44m   | Atanasia Takosi · Nova Caledônia                                                    | 40.07m   | Kasandra Vegas · Samoa                                                            | 36.27m   |
| Lançamento do martelo       | Jacinta Faint · Austrália                                                       | 49.00m   | Rebecca Direen · Austrália                                                          | 48.97m   | Kasandra Vegas · Samoa                                                            | 46.74m   |
| Lançamento do dardo         | Eunice Steven · Papua-Nova Guiné                                                | 34.96m   | Samantha Lockington · Ilhas Cook                                                    | 34.09m   |                                                                                   |          |
| Heptatlo                    | Elana Withnall · Austrália                                                      | 4329     | Eunice Steven · Papua-Nova Guiné                                                    | 4203     | Ariana Blackwood · Nova Zelândia                                                  | 3586     |

### Misto
| Evento                   | Ouro                                                                             | Ouro    | Prata                                                                            | Prata   | Bronze                                                                       | Bronze  |
| ------------------------ | -------------------------------------------------------------------------------- | ------- | -------------------------------------------------------------------------------- | ------- | ---------------------------------------------------------------------------- | ------- |
| Revezamento medley 800 m | Austrália · Kimberley Watton · Nicholas Bate · Georgia Winkcup · Joshua Kentwell | 1:41.11 | Papua-Nova Guiné · Helen Philemon · Junior Saio Avefa · Donna Koniel · Wala Gime | 1:41.17 | Nova Zelândia · Rosie Elliott · DDavid Elliott · Georgia Hulls · Dhruv Raman | 1:41.41 |

## Quadro de medalhas (não oficial)
| Ordem | País                 | Medalha de ouro | Medalha de prata | Medalha de bronze | Total |
| ----- | -------------------- | --------------- | ---------------- | ----------------- | ----- |
| 1     | Austrália            | 13              | 12               | 4                 | 29    |
| 2     | Papua-Nova Guiné     | 9               | 12               | 8                 | 29    |
| 3     | Fiji                 | 5               | 3                | 1                 | 9     |
| 4     | Nova Zelândia        | 4               | 2                | 4                 | 10    |
| 5     | / Norte da Austrália | 3               | 1                | 3                 | 7     |
| 6     | Tonga                | 2               | 0                | 1                 | 3     |
| 7     | Ilhas Salomão        | 2               | 0                | 0                 | 2     |
| 8     | Samoa                | 1               | 3                | 5                 | 9     |
| 9     | Ilhas Cook           | 0               | 2                | 2                 | 4     |
| 10    | Polinésia Francesa   | 0               | 2                | 1                 | 3     |
| 11    | Guam                 | 0               | 1                | 0                 | 1     |
| 11    | Nova Caledônia       | 0               | 1                | 0                 | 1     |
| 13    | Ilhas Marshall       | 0               | 0                | 1                 | 1     |
| 13    | Vanuatu              | 0               | 0                | 1                 | 1     |
| Total | Total                | 39              | 39               | 31                | 109   |

## Participantes
Segundo uma contagem não oficial, 155 atletas de 21 países participaram da categoria sênior. Como nas edições anteriores, havia uma equipe representando os estados Queensland e Território do Norte na Austrália. Sendo independente da equipe principal australiana. 
| - Austrália (28) - Ilhas Cook (10) - Fiji (9) - Polinésia Francesa (6) - Guam (7) - Kiribati (4) - Ilhas Marshall (1) | - Estados Federados da Micronésia (1) - Nauru (6) - Nova Caledônia (1) - Nova Zelândia (11) - Niue (4) - Ilha Norfolk (1) - / Norte da Austrália (17) | - Marianas Setentrionais (1) - Palau (5) - Papua-Nova Guiné (21) - Samoa (5) - Ilhas Salomão (5) - Tonga (7) - Vanuatu (5) |